# Accijnshuis (Amsterdam)
Het Accijnshuis is een monumentaal 17e-eeuws gebouw aan de Oudebrugsteeg in Amsterdam, op de hoek met de Beursstraat. Hier is nu een café gevestigd.
Sinds de demping van het binnenste deel van het Damrak in de 19e eeuw ligt het Accijnshuis aan het einde van het natte Damrak, naast de Beurs van Berlage en het 18e-eeuwse Bureau voor Handelsinlichtingen, nu coffeeshop The Grasshopper. Oorspronkelijk stond het Stads-Excijns-Huis aan de oostkant van de Oude Brug over het Damrak, de middeleeuwse haven van de stad. Het huidige Accijnshuis werd gebouwd in 1637-'38 in classicistische stijl. Het is niet bekend wie dit bouwwerk ontworpen heeft; het wordt toegeschreven aan zowel Jacob van Campen als Pieter de Keyser.
In het Accijnshuis verzamelde het vijfkoppige college van accijnsmeesters de accijnzen (invoerrechten) die betaald moesten worden voor scheepsladingen van bijvoorbeeld graan, bier, wijn, turf, kolen en specerijen. Het was het enige stadscollege dat niet in het stadhuis (nu Paleis op de Dam) gevestigd was.
Het gebouw bestond oorspronkelijk uit twee verdiepingen; later is er boven op de kroonlijst een extra verdieping gebouwd. De bakstenen voor- en zijgevel hebben Ionische pilasters van zandsteen ter decoratie. De twee deuren aan de Oudebrugsteeg hebben een natuurstenen omlijsting. Boven elke deur zijn twee gebeeldhouwde leeuwen met boven de linkerdeur het Amsterdamse stadszegel (een koggeschip) en boven de rechterdeur het wapen van de stad met de drie Andreaskruizen. De vier ramen op de begane grond aan westelijke kant hebben afwisselend driehoekige en boogvormige frontons.
Tijdens de Franse tijd, rond 1800, werd een nationaal belastingsysteem ingevoerd en verloor het Accijnshuis zijn functie. Het werd een café, vanaf 1924 Het Wapen van Amsterdam geheten. De kroeg was vooral populair bij binnenvaartschippers. Toen de schippersbeurs eind jaren tachtig naar de Houthaven verhuisde, verloor Het Wapen van Amsterdam zijn klandizie en was gedwongen te sluiten. Sinds 1997 is Café Heffer hier gevestigd.

## Afbeeldingen

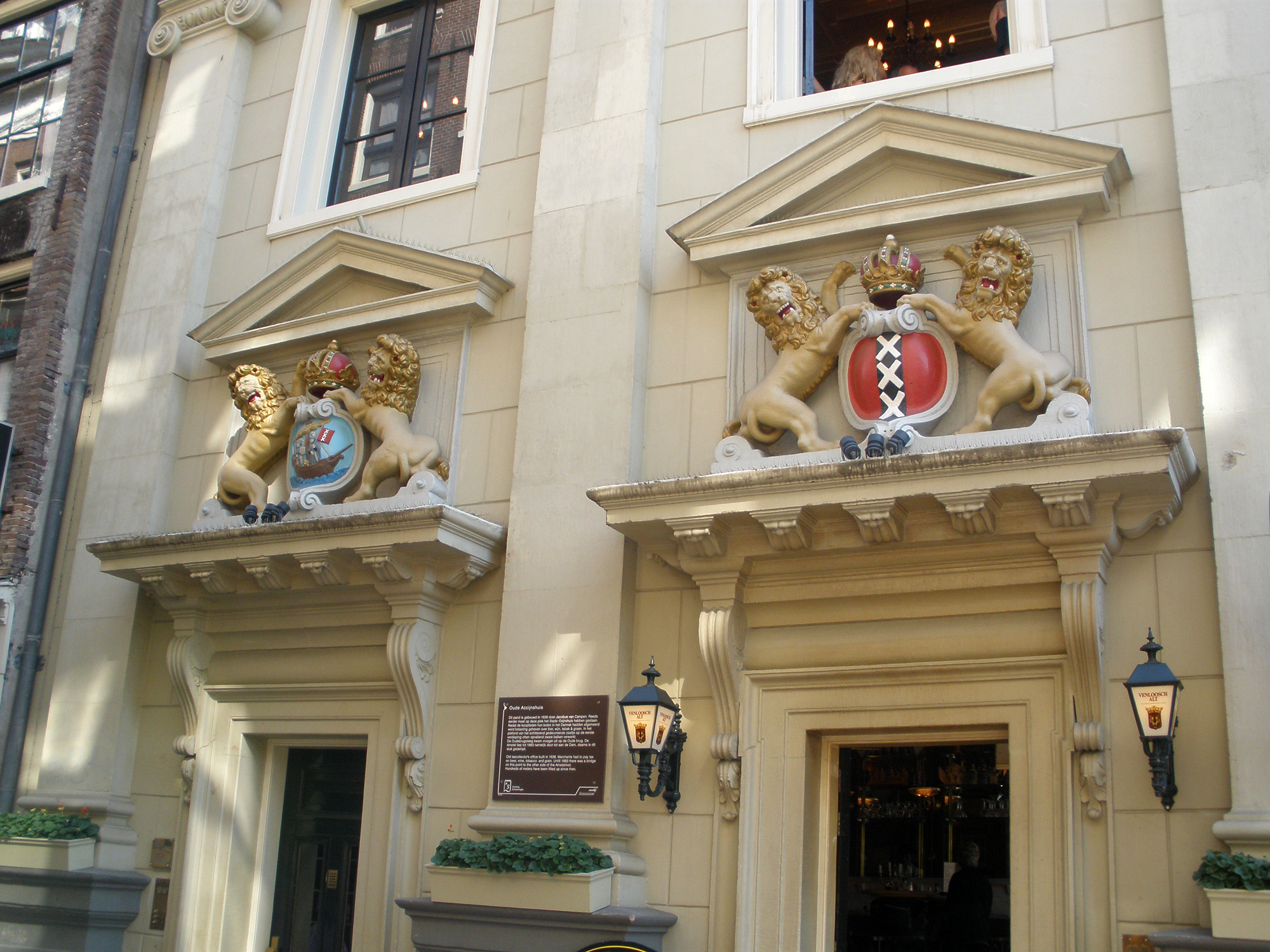
Het Amsterdamse stadszegel en wapen boven de deuren aan de Oudebrugsteeg
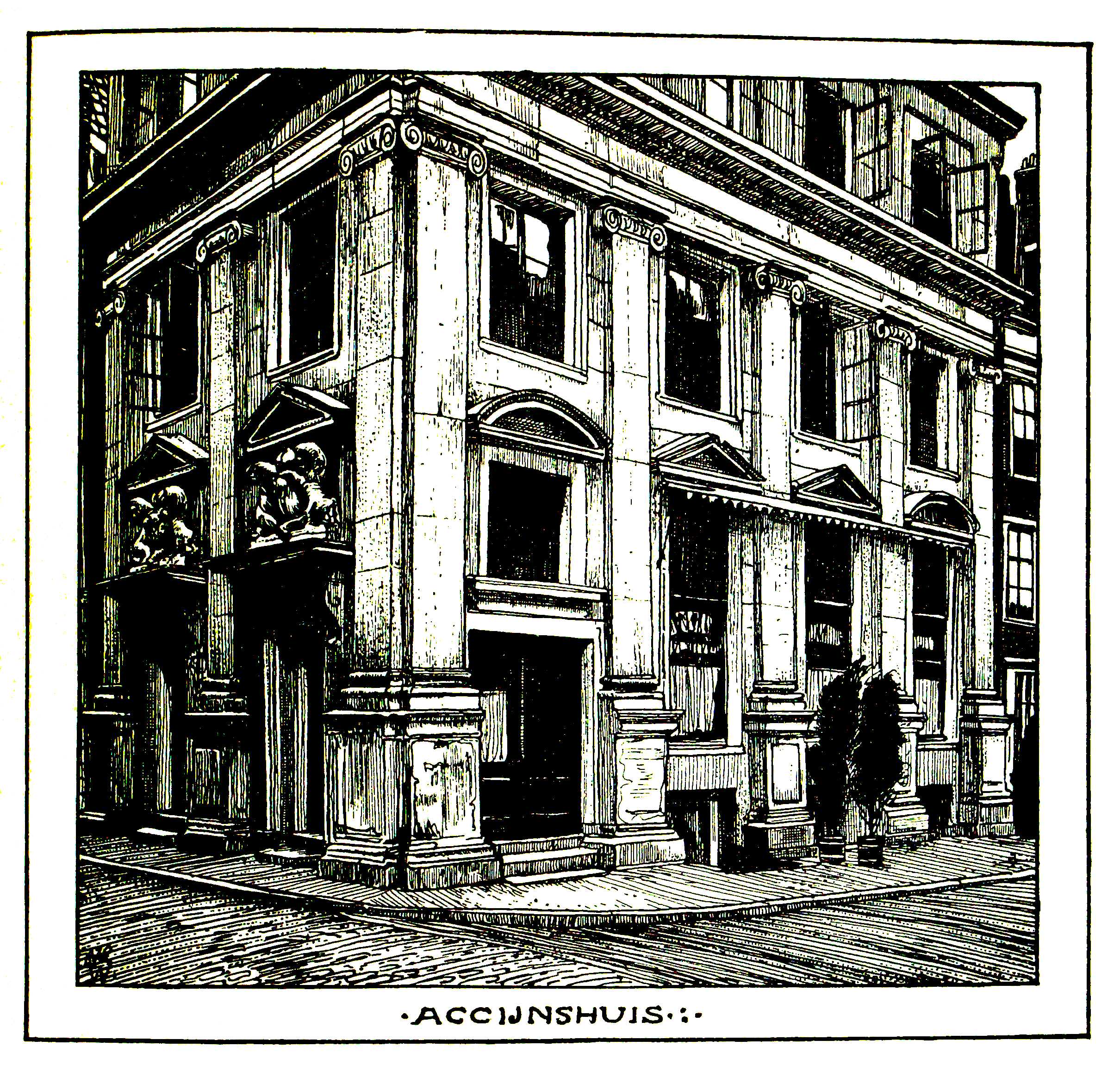
Het Accijnshuis omstreeks 1900 (L.W.R. Wenckebach)